# Hybla Valley (Virginia)
Hybla Valley es un lugar designado por el censo en el  condado de Fairfax, Virginia  (Estados Unidos). Según el censo de 2010 tenía una población de 15.801 habitantes.

## Demografía
Según el censo del 2000, Hybla Valley tenía 16.721 habitantes, 6.362 viviendas, y 4.211 familias. La densidad de población era de 2.116,7 habitantes por km².
De los 6.362 viviendas en un 33,3%  vivían niños de menos de 18 años, en un 44,8%  vivían parejas casadas, en un 16,6% mujeres solteras, y en un 33,8% no eran unidades familiares. En el 27,4% de las viviendas  vivían personas solas el 7,1% de las cuales correspondía a personas de 65 años o más que vivían solas. El número medio de personas viviendo en cada vivienda era de 2,61 y el número medio de personas que vivían en cada familia era de 3,18.
Por edades la población se repartía de la siguiente manera: un 26,2% tenía menos de 18 años, un 8,9% entre 18 y 24, un 33% entre 25 y 44, un 21,5% de 45 a 60 y un 10,4% 65 años o más.
La edad media era de 34 años.  Por cada 100 mujeres de 18 o más años  había 90,2 hombres.
La renta media por vivienda era de 49.087$ y la renta media por familia de 57.984$. Los hombres tenían una renta media de 34.669$ mientras que las mujeres 32.103$. La renta per cápita de la población era de 24.745$. En torno al 12,1% de las familias y el 15,2% de la población estaban por debajo del umbral de pobreza.

## Localidades adyacentes
El siguiente diagrama muestra a las localidades más próximas a Hybla Valley.